# Tagg

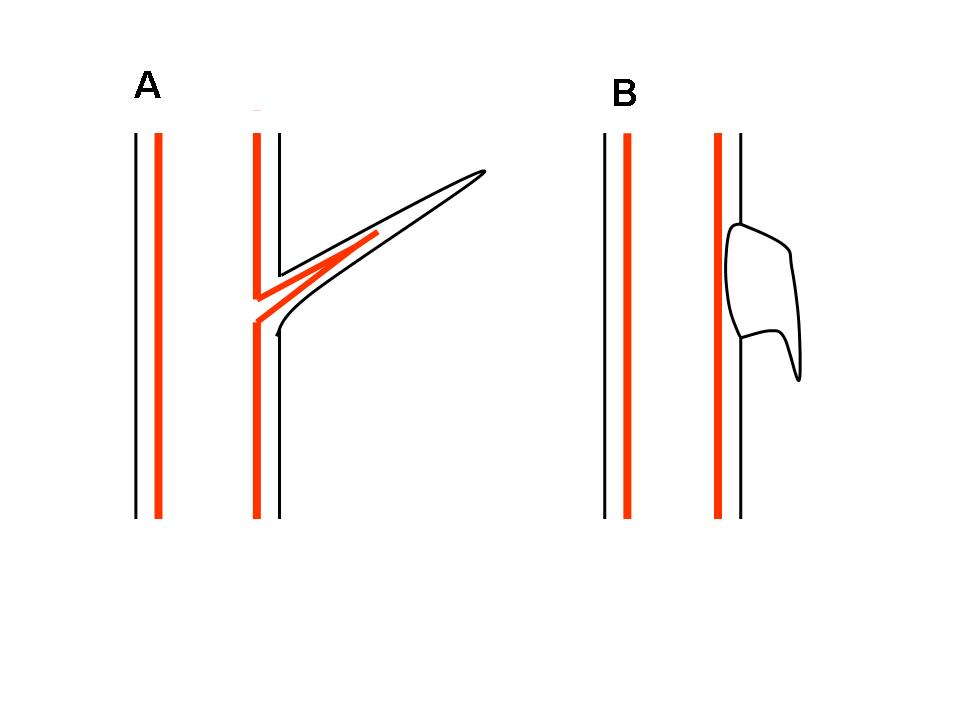
Skillnaden på torn och tagg. A är en torn, B är en tagg.

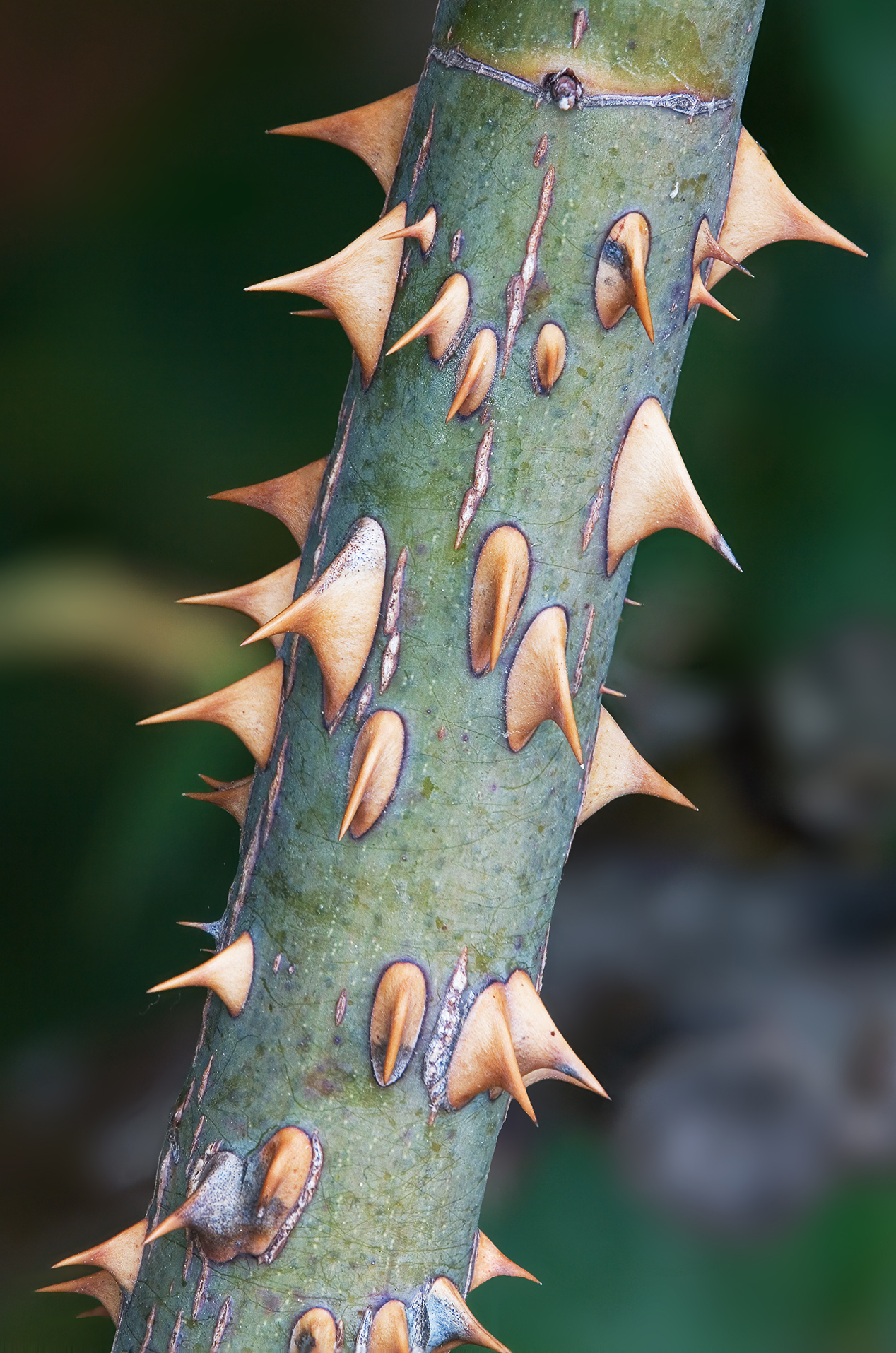
Taggar hos ros.

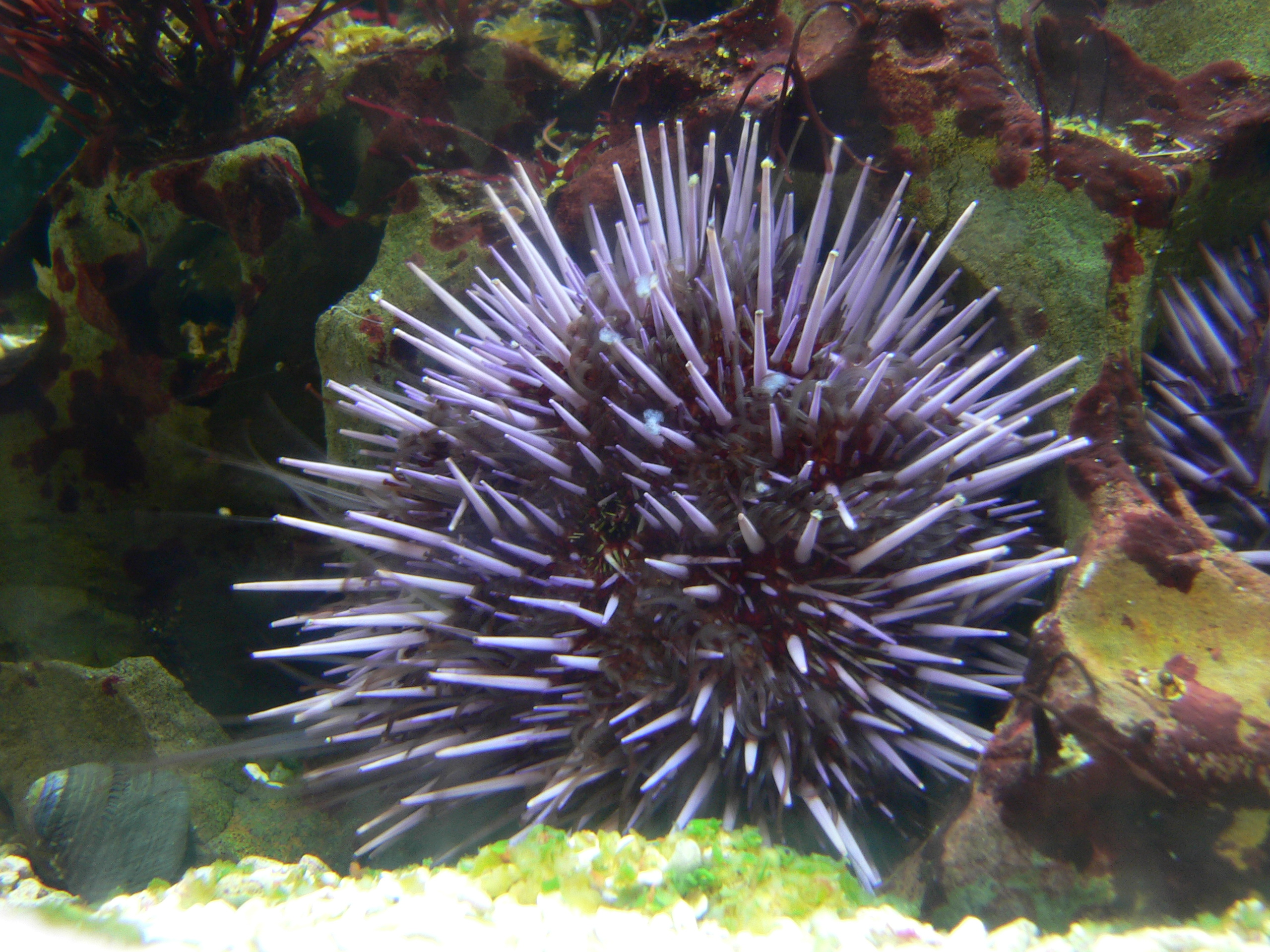
Taggar hos lila sjöborre.

Tagg är spetsiga utväxter hos vissa växter och djur. För växter används även ordet törne.
Inom botaniken skiljer man på taggar och tornar. Taggar är vassa utskott från växtens bark eller epidermis. Taggar innehåller därför ingen kärlvävnad till skillnad från en torn. Kaktusar, rosor och tistlar är några växter som har taggar. Taggar skyddar mot betande djur, men kan även syfta till att skugga själva växten och skydda den från starkt solsken hos vissa kaktusar.
Taggar är också vanligt förekommande hos insekter, kräftdjur, fiskar och andra djur. Hos igelkottar och en del andra däggdjur består taggarna av ombildat hår. 